# Маркелов, Александр Иванович (Герой Социалистического Труда)
Александр Иванович Маркелов — советский хозяйственный деятель, Герой Социалистического Труда.

## Биография
Родился в 1908 году в деревне Стайки. Член КПСС.
В 1920—1941 гг. — крестьянин, организатор сельскохозяйственного производства
в Центрально-Чернозёмной области РСФСР и Харьковской области Украинской ССР.
Участник Великой Отечественной войны: наводчик миномётного расчёта 610-го стрелкового полка 203-й стрелковой дивизии
Представлялся к ордену Славы I степени.
В 1945—1969 гг. — бригадир полеводческой бригады колхоза имени Будённого Близнюковского района Харьковской области.
Указом Президиума Верховного Совета СССР от 7 мая 1948 года присвоено звание Героя Социалистического Труда с вручением ордена Ленина и золотой медали «Серп и Молот».
Умер в Запорожье после 1985 года.

## Награды и звания
- Герой Социалистического Труда (07.05.1948)
- Орден Ленина (07.05.1948)
- Орден Отечественной войны II степени (06.04.1985)
- Орден Красной Звезды (05.04.1945)
- Орден Славы II степени (04.11.1944)
- Орден Славы III степени (24.11.1943)